# Bộ Tư lệnh Cảnh sát Cơ động (Việt Nam)
Bộ Tư lệnh Cảnh sát Cơ động (K02) trực thuộc Bộ Công an Việt Nam là cơ quan thực hiện biện pháp vũ trang bảo vệ an ninh quốc gia, giữ gìn trật tự, an toàn xã hội và thực hiện các nhiệm vụ khác theo quy định của pháp luật.
- Ngày truyền thống: Ngày 15 tháng 4 hàng năm[2]
- Trụ sở: 88 Xuân Phương, Phương Canh, Nam Từ Liêm, Hà Nội.

## Lịch sử
- Tiền thân của Lực lượng Cảnh sát cơ động là Lực lượng Công an Vũ trang thành lập ngày 15 tháng 4 năm 1974.
- Ngày 11 tháng 12 năm 2009, Bộ trưởng Bộ Công an ký quyết định số 4058/QĐ-BCA thành lập Bộ Tư lệnh Cảnh sát Cơ động trực thuộc Bộ Công an.[3]
- Ngày 9 tháng 12 năm 2013, Ban Bí thư Trung ương Đảng (khóa XI) đã ban hành Quy định số 216-QĐ/TW về thực hiện chế độ chính ủy, chính trị viên ở Bộ Tư lệnh Cảnh sát cơ động, Bộ Công an.[4]

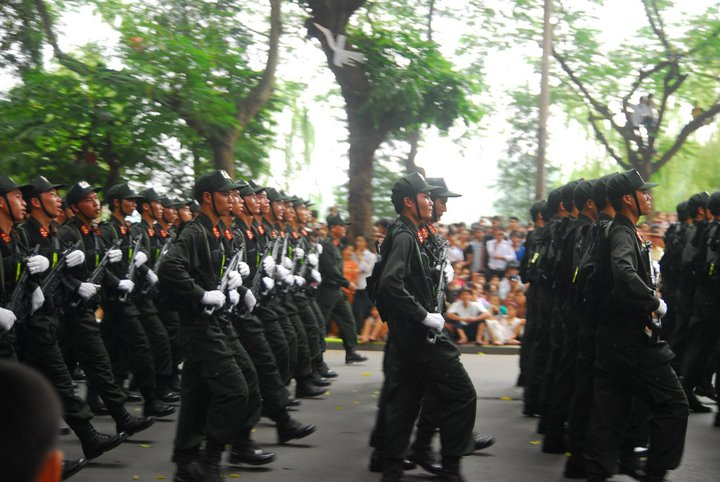
Lực lượng Cảnh sát cơ động diễu hành trong Đại lễ 1000 năm Thăng Long – Hà Nội.

## Nhiệm vụ
1. Tham mưu cho Đảng ủy Công an Trung ương và Bộ Công an về công tác vũ trang bảo vệ an ninh quốc gia, giữ gìn trật tự, an toàn xã hội, xây dựng lực lượng Cảnh sát cơ động.
2. Thực hiện phương án tác chiến chống hoạt động phá hoại an ninh, bạo loạn vũ trang, khủng bố, bắt cóc con tin; trấn áp tội phạm có sử dụng vũ khí; giải tán các vụ gây rối, biểu tình trái pháp luật.
3. Tổ chức tuần tra, kiểm soát, xử lý các hành vi vi phạm pháp luật về an ninh, trật tự, an toàn xã hội; tiến hành một số hoạt động điều tra theo quy định của pháp luật.
4. Tổ chức bảo vệ các mục tiêu quan trọng về chính trị, kinh tế, ngoại giao, khoa học - kỹ thuật, văn hóa, các chuyến hàng đặc biệt, các hội nghị, sự kiện quan trọng theo danh mục do Chính phủ quy định.
5. Tham gia bảo vệ phiên tòa, dẫn giải bị can, bị cáo và hỗ trợ việc bảo vệ trại giam, trại tạm giam, thi hành các bản án hình sự theo quy định của Bộ trưởng Bộ Công an.
6. Tổ chức huấn luyện, bồi dưỡng chính trị, pháp luật, nghiệp vụ; xây dựng, diễn tập các phương án tác chiến, phương án tuần tra, bảo vệ mục tiêu theo chức năng, nhiệm vụ của Cảnh sát cơ động.
7. Tổ chức quản lý, huấn luyện và sử dụng động vật nghiệp vụ.
8. Thực hiện nghi lễ trong Công an nhân dân.
9. Tham gia tìm kiếm, cứu hộ, cứu nạn, phòng, chống, khắc phục thảm họa, thiên tai.
10. Tham gia, phối hợp với các lực lượng, đơn vị địa phương nơi đóng quân xây dựng phong trào toàn dân bảo vệ an ninh Tổ quốc.
11. Trong tình thế cấp thiết xử lý các tình huống được quy định tại khoản 2 Điều này hoặc để đuổi bắt người và phương tiện vi phạm pháp luật, cấp cứu người bị nạn thì được quyền huy động người, phương tiện của cá nhân, tổ chức.
12. Trưng dụng tài sản phục vụ hoạt động của Cảnh sát cơ động được thực hiện theo quy định của pháp luật về trưng mua, trưng dụng tài sản.
13. Được quyền yêu cầu cơ quan, tổ chức, cá nhân cung cấp sơ đồ, thiết kế, bản vẽ công trình và được vào nơi ở của cá nhân, trụ sở cơ quan, tổ chức để giải cứu con tin, trấn áp hành vi khủng bố và tội phạm có sử dụng vũ khí. Việc vào trụ sở cơ quan đại diện ngoại giao, cơ quan đại diện lãnh sự nước ngoài, cơ quan đại diện tổ chức quốc tế và chỗ ở của thành viên các cơ quan này tại Việt Nam phải tuân theo quy định của pháp luật Việt Nam và các điều ước quốc tế mà nước Cộng hòa xã hội chủ nghĩa Việt Nam là thành viên.
14. Quản lý vũ khí, vật liệu nổ, công cụ hỗ trợ, phương tiện kỹ thuật nghiệp vụ phục vụ hoạt động của Cảnh sát cơ động theo quy định của Bộ trưởng Bộ Công an.
15. Hợp tác quốc tế theo quy định của pháp luật.
16. Thực hiện các nhiệm vụ, quyền hạn khác theo quy định của pháp luật.

## Thành phần
Cảnh sát Cơ động bao gồm:
- Lực lượng đặc nhiệm
- Lực lượng tác chiến đặc biệt
- Lực lượng bảo vệ mục tiêu
- Lực lượng huấn luyện và sử dụng động vật nghiệp vụ
- Lực lượng vận chuyển hàng đặc biệt
- Lực lượng không cảnh, thủy cảnh

## Tổ chức
| Tên đơn vị                                                                                  | Viết tắt | Thành lập                     | Địa chỉ                               |
| ------------------------------------------------------------------------------------------- | -------- | ----------------------------- | ------------------------------------- |
| Phòng Tham mưu - Tác chiến                                                                  | Phòng 1  |                               | Thành phố Hà Nội                      |
| Phòng Tổ chức - Cán bộ                                                                      | Phòng 2  |                               | Thành phố Hà Nội                      |
| Phòng Công tác chính trị                                                                    | Phòng 3  |                               | Thành phố Hà Nội                      |
| Phòng Công tác Đảng                                                                         | Phòng 4  |                               | Thành phố Hà Nội                      |
| Phòng Huấn luyện                                                                            | Phòng 5  |                               | Thành phố Hà Nội                      |
| Phòng Công nghệ thông tin và cơ yếu                                                         | Phòng 6  |                               | Thành phố Hà Nội                      |
| Phòng Hướng dẫn nghiệp vụ Cảnh sát cơ động                                                  | Phòng 7  |                               | Thành phố Hà Nội                      |
| Phòng Hướng dẫn, huấn luyện, sử dụng động vật nghiệp vụ                                     | Phòng 8  |                               | Thành phố Hà Nội                      |
| Phòng Hậu cần                                                                               | Phòng 9  |                               | Thành phố Hà Nội                      |
| Phòng Quản lý vũ khí, công cụ hỗ trợ, phương tiện và quản lý dự án đầu tư                   | Phòng 10 |                               | Thành phố Hà Nội                      |
| Phòng Y tế                                                                                  | Phòng 11 |                               | Thành phố Hà Nội                      |
| Phòng Tài chính                                                                             | Phòng 12 |                               | Thành phố Hà Nội                      |
| Cơ quan thường trực miền Nam                                                                | K02B     |                               | Thành phố Hồ Chí Minh                 |
| Cơ quan thường trực miền Trung                                                              | K02C     |                               | Thành phố Đà Nẵng                     |
| Cơ quan thường trực Tây Bắc                                                                 | K02D     |                               | Tỉnh Yên Bái                          |
| Trung đoàn Cảnh sát Cơ động Tây Nguyên - Gồm 3 tiểu đoàn                                    | E20      | 7.3.2003 (22 năm, 146 ngày)   | Thành phố Buôn Ma Thuột, tỉnh Đắk Lắk |
| Trung đoàn Cảnh sát Cơ động Tây Nam Bộ - Gồm 5 tiểu đoàn                                    | E21      | 30.12.2001 (23 năm, 213 ngày) | Thành phố Cần Thơ                     |
| Trung đoàn Cảnh sát Cơ động Thủ đô - Gồm 4 tiểu đoàn                                        | E22      | 21.10.2003 (21 năm, 283 ngày) | Thành phố Hà Nội                      |
| Trung đoàn Cảnh sát Cơ động Nam Trung Bộ - Gồm 3 tiểu đoàn                                  | E23      | 16.6.2010 (15 năm, 45 ngày)   | Thành phố Quy Nhơn, tỉnh Bình Định    |
| Trung đoàn Cảnh sát Cơ động Tây Bắc Bộ - Gồm 4 tiểu đoàn                                    | E24      | 16.6.2010 (15 năm, 45 ngày)   | Tỉnh Điện Biên                        |
| Trung đoàn Cảnh sát Cơ động Đông Nam Bộ - Gồm 4 tiểu đoàn                                   | E25      | 16.6.2010 (15 năm, 45 ngày)   | Thành phố Biên Hòa, tỉnh Đồng Nai     |
| Trung đoàn Cảnh sát Cơ động Bắc Trung Bộ - Gồm 4 tiểu đoàn                                  | E26      | 25.7.2014 (11 năm, 6 ngày)    | Tỉnh Nghệ An                          |
| Trung đoàn Cảnh sát Cơ động Đông Bắc Bộ - Gồm 3 tiểu đoàn                                   | E27      | 25.7.2014 (11 năm, 6 ngày)    | Tỉnh Quảng Ninh                       |
| Trung đoàn Cảnh sát Cơ động Trung Bộ - Gồm 3 tiểu đoàn                                      | E28      | 16.6.2010 (15 năm, 45 ngày)   | Thành phố Đà Nẵng                     |
| Trung đoàn Cảnh sát Cơ động Đông Nam Thành phố Hồ Chí Minh - Gồm 4 tiểu đoàn                | E29      | 25.7.2014 (11 năm, 6 ngày)    | Thành phố Hồ Chí Minh                 |
| Trung đoàn Cảnh sát bảo vệ mục tiêu cơ quan đại diện ngoại giao                             | E30      | 28.12.1999 (25 năm, 215 ngày) | Thành phố Hà Nội                      |
| Trung đoàn Cảnh sát bảo vệ mục tiêu chính trị, kinh tế, văn hoá xã hội, khoa học – kỹ thuật | E31      | 2014                          | Thành phố Hà Nội                      |
| Trung đoàn Không quân Công an nhân dân                                                      | E32      | 11.10.2021 (3 năm, 293 ngày)  | Thành phố Hà Nội                      |
| Đoàn Cảnh sát Cơ động Kỵ binh                                                               |          | 15.1.2020 (5 năm, 197 ngày)   | Tỉnh Thái Nguyên                      |
| Đoàn Nghi lễ Công an nhân dân                                                               |          | 31.7.1998 (27 năm, 0 ngày)    | Thành phố Hà Nội                      |
| Trung tâm Huấn luyện, bồi dưỡng nghiệp vụ và giáo dục nghề nghiệp 1                         |          | 25.8.1990 (34 năm, 340 ngày)  | Quận Bắc Từ Liêm, thành phố Hà Nội    |
| Trung tâm Huấn luyện, bồi dưỡng nghiệp vụ và giáo dục nghề nghiệp 2                         |          |                               | Tỉnh Đồng Nai                         |
| Trung tâm Huấn luyện, bồi dưỡng nghiệp vụ và giáo dục nghề nghiệp 3                         |          |                               | Tỉnh Quảng Nam                        |
| Trung tâm Huấn luyện và sử dụng động vật nghiệp vụ                                          |          | 15.12.1959 (65 năm, 228 ngày) | Thành phố Hà Nội                      |
| Trung tâm Huấn luyện quốc gia về phòng, chống khủng bố                                      |          | 23.2.2022 (3 năm, 158 ngày)   | Tỉnh Quảng Ninh                       |
| Đoàn Cảnh sát đặc nhiệm 1                                                                   |          |                               | Thành phố Hà Nội                      |
| Đoàn Cảnh sát đặc nhiệm 2                                                                   |          |                               | Thành phố Hồ Chí Minh                 |
| Đoàn Cảnh sát đặc nhiệm 3                                                                   |          |                               | Thành phố Đà Nẵng                     |
| Tiểu đoàn Cảnh sát bảo vệ hàng đặc biệt                                                     |          |                               | Thành phố Hà Nội                      |

## Khen thưởng
- Huân chương Hồ Chí Minh (2014).
- Anh hùng Lực lượng vũ trang nhân dân (2 lần).

## Lãnh đạo qua các thời kỳ

### Tư lệnh
- Trung tướng Nguyễn Văn Vượng, từ 2009–9.2016, nguyên Cục trưởng Cục Cảnh sát bảo vệ và hỗ trợ tư pháp
- Trung tướng Phạm Quốc Cương, từ 10.2016–3.2022, nguyên Phó Tư lệnh Bộ Tư lệnh Cảnh sát Cơ động
- Thiếu tướng Lê Ngọc Châu, từ 3.2022–9/2024, nguyên Giám đốc Công an tỉnh Hải Dương[6], hiện là Phó Bí thư tỉnh ủy, Chủ tịch Ủy ban nhân dân tỉnh Hải Dương.

### Chính ủy
- Trung tướng Đỗ Đức Kính, từ 3.2014 - 8.2018, nguyên Giám đốc Công an tỉnh Phú Thọ

### Phó Tư lệnh
- Thiếu tướng Nguyễn Duy Hải
- Thiếu tướng Trần Quang Họa
- Thiếu tướng Nguyễn Thanh Bảnh
- Thiếu tướng Hoàng Thọ Mạnh
- Thiếu tướng Phạm Quốc Cương, nguyên Tư lệnh Bộ Tư lệnh Cảnh sát cơ động
- Thiếu tướng Nguyễn Văn Uy
- Thiếu tướng Vũ Ngọc Riềm
- Thiếu tướng Ngô Văn Tiếu
- Thiếu tướng Nguyễn Quốc Tuấn
- Đại tá Phạm Văn Lân
- Đại tá Nguyễn Quốc Đoàn, hiện là Ủy viên Trung ương Đảng, Bí thư Tỉnh ủy Lạng Sơn
- Thiếu tướng Bùi Tiến Cam
- Đại tá Nguyễn Văn Diện
- Đại tá Nguyễn Trọng Chí
- Đại tá Vũ Tiến Triển
- Đại tá Nguyễn Văn Trầm

### Phó Chính ủy
- Đại tá Vũ Hồng Văn, từ 3.2014 - 6.2018, hiện là Thiếu tướng, Phó Chủ nhiệm Ủy ban Kiểm tra Trung ương, Đại biểu Quốc hội khóa XV